# Wurmsham
Wurmsham település Németországban, azon belül Bajorországban. Lakosainak száma 1414 fő (2023. december 31.). Wurmsham Bodenkirchen, Oberbergkirchen, Buchbach és Velden (Vils) községekkel határos.

## Népesség
A település népessége az elmúlt években az alábbi módon változott:
| Lakosok száma | 1244 | 524  | 1297 | 1312 | 1349 | 1353 | 1415 | 1400 | 1396 | 1414 |
|               | 1970 | 1975 | 2011 | 2012 | 2014 | 2015 | 2017 | 2019 | 2022 | 2023 |